# Wheeler, Wisconsin
Wheeler är en ort i Dunn County i Wisconsin i USA.  Vid 2010 års folkräkning hade Wheeler 348 invånare.